# Kanna Arihara
Kanna Arihara (有原 栞菜?, Arihara Kanna; Yokohama, 15 giugno 1993) è una cantante e attrice giapponese.
Ha fatto parte del gruppo idol delle Cute dal 2006 al 2009, anno in cui ha lasciato il progetto per dedicarsi all'attività di attrice.

## Filmografia parziale
Televisione
- Haromoni (ハロモニ@) (2007-2008)
- Berikyū! (2008)
- Yorosen! (2008)